# Varanasi
Varanasi (zvan i Benares) je najsvetiji hinduski grad. Nalazi se na rijeci Ganges u indijskoj državi Utar Pradeš. Jedan je od najstarijih stalno nastanjenih gradova svijeta. Predstavlja kulturni i vjerski centar tisućama godina. Šire gradsko područje ima 1 201 815 stanovnika (2011.).

## Povijest
Ne zna se točno kako je grad osnovan, ali po mitu grad je osnovao Šiva. Varanasi predstavlja jedan od osam svetih hinduskih mjesta. Tijekom života Bude Varanasi je bio glavni grad kraljevstva Kaši. Budina prva propovijed je bila u obližnjem gradu Sarnatu. Poslije muslimanskih osvajanja, grad je lagano propadao poslije nekoliko pljački. Grad, koji je bio simbol hinduizma najprije su razorile muslimanske horde Mahmuda Gaznija 1033. Svi hinduski hramovi su tada bili uništeni, a materijal je korišten za gradnju džamija. Tijekom vlasti mogulskog cara Akbara Velikog u 16. stoljeću bilo je relativno mirno, ali krajem 16. stoljeća mogulski car Aurangzeb je ponovio razaranja. Aurangzeb je grad prozvao Muhamadabad. U to vrijeme su hinduski učeni ljudi pobjegli iz zemlje. Varanasi je postao nezavisno kraljevstvo u 18. stoljeću. Tijekom britanske vlasti ostao je komercijalni i vjerski centar. Britanci su 1910. proglasili novu indijsku državu Varanasi sa sjedištem u Ramnagaru.

### Teroristički napad 2006.
Teroristi su 7. ožujka 2006. postavili 4 bombe, koje su usmrtile 20 ljudi, a ranili mnoge. Nepoznata islamska grupa preuzela je odgovornost za napad, a indijska istraga ukazuje na jednu pakistansku terorističku organizaciju. 

## Sveti grad
Smatra se najsvetijim mjestom za hodočašća hindusa. Više od milijun hodočasnika posjeti ga tijekom godine. U gradu se nalazi hram Kaši Višvanat, za koji se smatra da sadrži jednu od reinkarnacije Šive. Hindusi vjeruju da kupanje u Gangesu pomaže da se očiste grijesi. U blizini grada se nalazi Sarmat, mjesto gdje je Buda prvi put propovedao principe budizma. To predstavlja jedno od četiri mjesta na koje hodočaste budisti. Damek stupa označava mjesto gdje je Buda prvi put propovijedao. 

### Hramovi
Varanasi je grad hramova. Kaši Višvanat hram (zvan i Zlatni hram) je ponovo sagrađen u sadašnjem obliku 1780. Taj hram je od velikoga značaja, jer se smatra da se tu nalaze posmrtni ostatci jedne od reinkarnacija hinduskog boga Šive. Mogulski car Aurangzeb je bio razorio prethodni hram i sagradio džamiju na tom mjestu. Ponovo je sagrađen kraj džamije i stalan je izvor sukoba muslimana i hindusa.
Durga hram (zvan i hram majmuna) sagrađen je u 18. stoljeću. Prema legendi statua božice Durge se sama pojavila u hramu.

## Vanjske poveznice
|  | Zajednički poslužitelj ima još gradiva o temi Varanasi |